# Schleuse Magdeburg (Zollelbe)
Die Schleuse Magdeburg war ein von 1747 bis 1889 in Betrieb befindliches Schleusenbauwerk in der Stadt Magdeburg zwischen der Stromelbe und der Zollelbe. Die Reste der Schleuse sind unter der Objektnummer 09471483 als Baudenkmal ausgewiesen.

## Geschichte
Im Laufe der Jahrhunderte änderte sich im Bereich der Stadt Magdeburg der Verlauf der Elbe mehrfach. Es existierten zeitweise mehrere Flussarme. Vor dem 18. Jahrhundert war der mittlere von drei Armen Hauptarm des Flusses gewesen. Durch Aufschwemmen im Bereich der Elbebrücken in Magdeburg entstanden mehr und mehr Inseln, die schließlich zu einer, dem Großen Werder zusammenwuchsen. Gleichzeitig entwickelte sich die Stromelbe zum Hauptarm, während aus dem mittleren Arm die Taube Elbe und die Zollelbe wurden.
Da im Bereich der Stromelbe die Brückenkonstruktion, Vorgängerbauwerk der Neuen Strombrücke Magdeburg, zahlreiche Schiffsmühlen und Stromschnellen den Verkehr behinderten, wurde dieser weiterhin über die Zollelbe geführt. Zu diesem Zweck baute man zwischen beide Flussarmen 1743 einen Durchstich, den Schleusenkanal, nachdem 1739 der Auftrag zum Bau einer Schleuse erteilt worden war. Die zugehörige Schleuse wurde 1747 in Betrieb genommen. Im Weiteren entstand in der Zollelbe Magdeburgs Hafen. Die Schleuse wurde bis 1889 betrieben. Nach Einstellung des Betriebes wurde der Schleusenkanal zugeschüttet und die Ausfahrt aus der Schleuse in die Stromelbe vermauert. Erhaltene Reste sind die ehemalige Ausfahrt auf die Stromelbe und die zugehörigen Kaimauern.

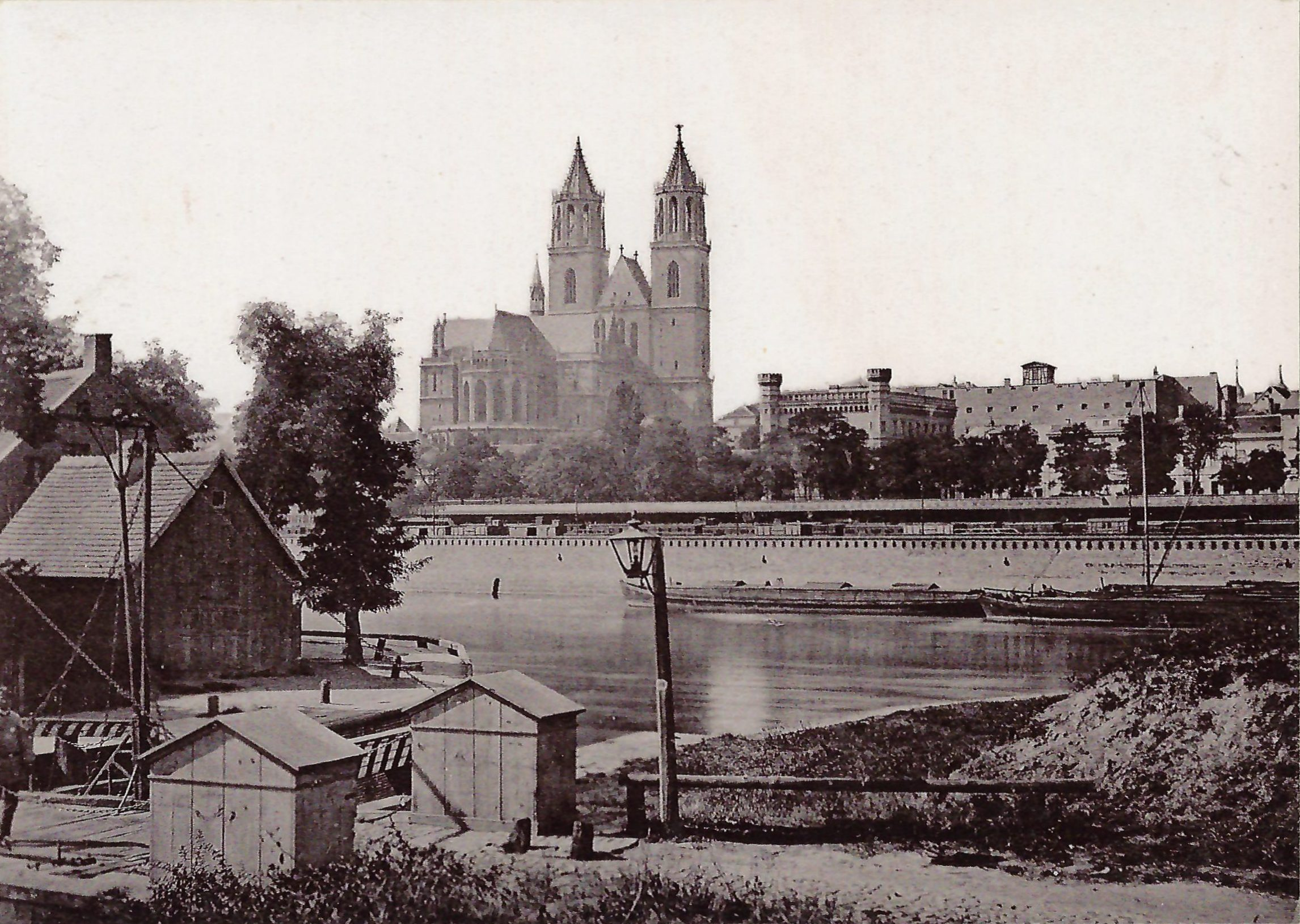
Schleuse (am unteren linken Bildrand)
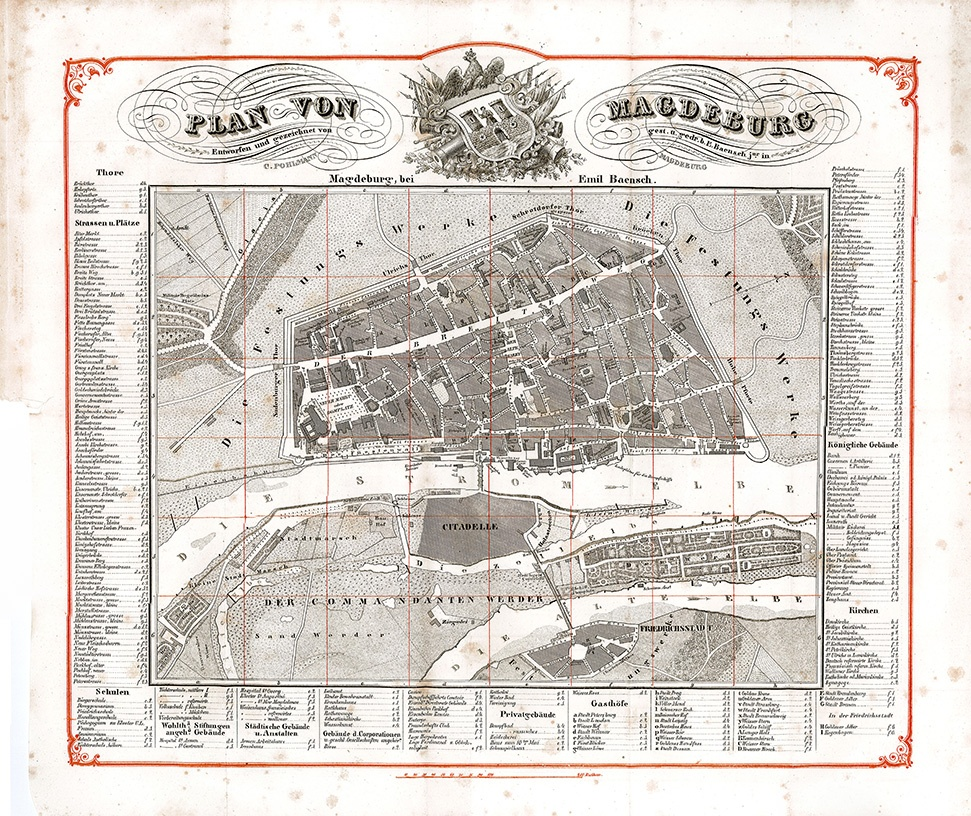
Historischer Stadtplan mit Darstellung der Lage der Schleuse zwischen Stromelbe und Zollelbe
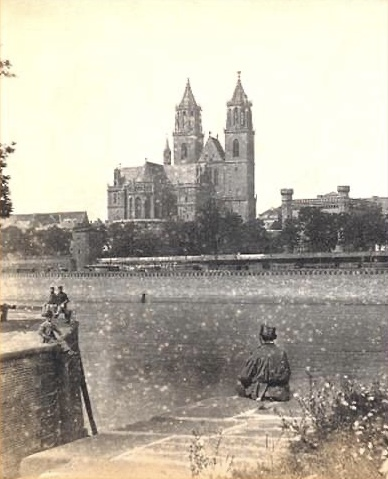
Schleusenöffnung zur Stromelbe in der Zeit um 1865